# Tierra Media
La Tierra Media (originalmente en inglés, Middle-earth) es un continente ficticio en el que transcurren la mayor parte de las historias que el autor británico J. R. R. Tolkien escribió para su legendarium. La novela El Silmarillion narra la lucha que mantienen por el control del mundo, y de la Tierra Media, los Valar, los elfos y los hombres contra Morgoth y sus siervos. En épocas posteriores, después de la derrota de Morgoth y de su expulsión del mundo, su papel es continuado por su lugarteniente, Sauron, titular y principal antagonista de la novela El Señor de los Anillos. Los Valar dejan de participar de forma directa en los asuntos de la Tierra Media tras la derrota de Morgoth, pero tiempo después envían a los Istari para ayudar en la lucha contra Sauron; los más importantes son Gandalf el Gris, quien se mantiene fiel a su misión y resulta crucial en la lucha para derrotar a Sauron, y Saruman el Blanco, quien sin embargo se corrompe y se alía con el enemigo para apoderarse de la Tierra Media. Otras razas que participan en la lucha contra el mal son los enanos, los Ents y los hobbits, y es uno de estos últimos, Frodo Bolsón, el responsable de la derrota definitiva de Sauron al destruir su fuente de poder: el Anillo Único.
El nombre Tierra Media es una traducción literal del término anglosajón middangeard (midgard), refiriéndose a este mundo, las tierras habitables del hombre. Tolkien tradujo «Tierra Media» como Endor (o a veces Endórë) y Ennor en las lenguas élficas (quenya y sindarin, respectivamente). Mitológicamente, el norte de Endor se convirtió en Eurasia al transformarse la tierra primitiva en la tierra que hoy conocemos.
El escenario de la Tierra Media ocurre en un periodo ficticio en el pasado de la Tierra. Tolkien insistió en que la Tierra Media es la Tierra en varias de sus cartas, de las cuales una (núm. 211) calculó el fin de la Tercera Edad en 6000 años antes de sus propios tiempos. La acción de los libros está en gran parte limitada al noroeste del continente de Endor, implícitamente correspondiente con la Europa de hoy. La historia de Arda se divide en varias Edades: El hobbit y la mayor parte del texto de El Señor de los Anillos tratan exclusivamente sobre sucesos que ocurren hacia finales de la Tercera Edad del Sol y que concluyen hacia el comienzo de la Cuarta Edad del Sol, mientras que El Silmarillion ocurre principalmente en la Primera Edad del Sol. El mundo (Arda) era originalmente plano pero fue transformado en esférico durante la Segunda Edad del Sol por Eru Ilúvatar, el creador del universo.
La mayoría del conocimiento sobre la Tierra Media se basa en obras de Tolkien publicadas póstumamente, creando polémicas sobre lo que se considera o no "canónico".

## El nombre
El término «Tierra Media» (en inglés Middle-earth) no fue inventado por Tolkien, ya que existía en inglés antiguo (anglosajón) como middanġeard, y como midden-erd o middel-erd en inglés medio, mientras que en nórdico antiguo era llamado Midgard. Es la denominación inglesa para lo que los griegos denominaban οικουμένη (oikoumenē), o «el lugar que habita el Hombre», el mundo físico contrapuesto al mundo no visto (Las cartas de J. R. R. Tolkien, 151).
Middangeard se cita una media docena de veces en Beowulf, el cual Tolkien tradujo y del que sin lugar a dudas era una autoridad mundial (véase también "J. R. R. Tolkien" para discusiones en su inspiración y fuentes; ver Midgard y Mitología nórdica para usos anteriores).
Tolkien también fue inspirado por este fragmento:
Eala earendel engla beorhtast / ofer middangeard monnum sended.
Hail Earendel, brightest of angels / above the middle-earth sent unto men.
en el poema medieval anónimo «Christ I». El nombre earendel (que puede querer decir 'morning-star' -"estrella de la mañana"- pero que en algunos contextos era un nombre para Cristo), fue la inspiración de Tolkien para el capitán Eärendil. El nombre fue conscientemente utilizado por Tolkien para situar El hobbit, El Señor de los Anillos, El Silmarillion y otros escritos relacionados con ellos.
Tolkien comenzó a usar el término «Tierra Media» a principios de 1930, en lugar de los términos iniciales «Tierras Grandes», «Tierras Externas» y «Tierras de Aquende» para describir la misma región en sus historias. «Tierra Media» está intencionalmente pensado para describir las tierras al este del Gran Mar (Belegaer), excluyendo a Aman pero incluyendo a Harad y las otras tierras mortales no visitadas en las historias de Tolkien. Mucha gente aplica erróneamente este nombre al mundo entero, o exclusivamente a las tierras descritas en El hobbit, El Señor de los Anillos y El Silmarillion.
En la antigua mitología germana y nórdica, se creía que el Universo consistía en la unión de nueve mundos físicos. El mundo del Hombre, la Tierra Media, se extendía en el centro de este universo; la tierra de los Elfos, Dioses y Gigantes se extendía alrededor de un mar circundante; la tierra de la Muerte se extendía bajo la Tierra Media; un puente de arco iris, el Puente Bifrost, se extendía desde la Tierra Media hasta Asgard, a través de él; un mar exterior circundaba los otros siete mundos (Vanaheim, Asgard, Alfheim, Svartalfheim, Muspellheim, Niðavellir y Jötunheim). En esta concepción, un «mundo» se acerca más a la idea de patria que a la de un mundo físico separado.

## El mundo
Tolkien comentó que la geografía de la Tierra Media fue pensada para corresponder con la misma de nuestra Tierra verdadera en varias instancias. Para detallar esta idea, algunos especulan que si el mapa de la Tierra Media se proyecta contra un mapa de la Tierra, y algunas de las semejanzas climatológicas, botánicas y zoológicas se alinean, la Comarca de los hobbits podría quedar en el clima templado de Inglaterra, Gondor podría quedar en el Mediterráneo de Italia y Grecia, Mordor en las regiones áridas de Turquía y el Oriente Medio, el Gondor del Sur y Cercano Harad en los desiertos del norte africano, Rhovanion en los bosques de Alemania y las estepas del oeste y sur de Rusia, y la Bahía de Hielo de Forochel en los fiordos de Noruega. Otro aspecto de la Tierra Media que también se corresponde con el mundo actual es el de los objetos astronómicos.
El hobbit y El Señor de los Anillos presentan un recuento, por parte de Tolkien, de los sucesos del Libro Rojo de la Frontera del Oeste, originalmente escrito por Bilbo Bolsón, Frodo Bolsón, y otros hobbits, y corregido y anotado por más de un erudito gondoriano. Como El rey Lear de Shakespeare o los Libros de Conan de Robert E. Howard, los cuentos ocurren en un periodo histórico que en realidad nunca pudo existir. Las fechas para la extensión de un año y las fases lunares, junto con descripciones de constelaciones, identifican el mundo claramente como la Tierra, hace no más de unos miles de años. Años después de la publicación, Tolkien publicó una carta en la que afirmaba que la acción de los libros tiene lugar hace aproximadamente 6000 años, pero que no estaba seguro de ello.
Tolkien escribió extensivamente sobre la lingüística, mitología e historia del mundo en los que se fundan sus cuentos. Muchas de estas obras fueron editadas y posteriormente publicadas por su hijo Christopher.
Entre ellas, es notable El Silmarillion, del que nace una historia de creación similar a la bíblica y una descripción de la cosmología que incluye a la Tierra Media. El Silmarillion es la fuente primaria de información sobre Valinor, Númenor y otras tierras. También notables son los Cuentos inconclusos de Númenor y la Tierra Media y los múltiples volúmenes de La Historia de la Tierra Media, que incluye muchos cuentos incompletos y ensayos al igual que numerosos anteproyectos de la mitología de la Tierra Media de Tolkien, desde las formas más tempranas hasta los últimos escritos de su vida.

## Cosmogonía
La deidad suprema del universo de Tolkien es llamada Eru, el Único, también llamado por los elfos Ilúvatar. En el principio, Ilúvatar proyectó sus pensamientos y creó espíritus, llamados los Ainur, y les enseñó a hacer música. Una vez que los Ainur alcanzaron una comprensión más profunda, Ilúvatar les mandó tocar música más poderosa, un tema de su propia creación. El Ainu más poderoso, Melkor (más tarde conocido como Morgoth por los elfos), trastornó el tema, y como respuesta Ilúvatar introdujo nuevas armonías que aumentaron la música más allá de la comprensión de los Ainur. Los movimientos de su canción pusieron las semillas de muchas de las historias del universo hasta ese momento no creado y de la gente que debía habitar en él.
Ilúvatar puso fin a su música y reveló su significado a los Ainur mediante una visión. Movidos por esta visión, muchos de los Ainur sintieron la necesidad de vivir los acontecimientos directamente. Entonces Ilúvatar creó Eä, el universo por sí mismo, y algunos de los Ainur bajaron al universo para compartir sus experiencias. Pero al llegar a Eä, los Ainur la encontraron amorfa, pues habían entrado al principio del tiempo. Los Ainur emprendieron grandes labores en las «edades de las estrellas», en las cuales formaron el universo y lo llenaron de muchas cosas más allá de la comprensión humana. Con el tiempo, sin embargo, los Ainur formaron Arda, el lugar permanente de los Hijos de Ilúvatar, los hombres y los Elfos. Los quince Ainur más poderosos son llamados los Valar, del cual Melkor era el más poderoso, pero Manwë era el líder. Los Valar se establecieron en Arda para vigilarla y prepararla para el despertar de los Hijos de Eru, que habían visto durante la visión de su música, aunque ninguno de ellos había participado en su creación, sino solamente Eru.
Arda comenzó como un mundo plano, al cual los Valar dieron luz a través de dos gigantescas lámparas. Melkor destruyó las lámparas y trajo oscuridad al mundo. Los Valar se retiraron hacia las extremas regiones occidentales de Arda, donde crearon los Dos Árboles para dar luz a su nuevo hogar. Tras varias edades, los Valar atraparon a Melkor para castigarlo y rehabilitarlo, y para proteger a los Hijos de Ilúvatar. Pero cuando Melkor fue liberado bajo palabra, envenenó a los Dos Árboles. Los Valar entonces tomaron los últimos dos frutos vivos de los Dos Árboles y los usaron para crear la Luna y el Sol.
Antes del fin de la Segunda Edad, cuando los Hombres de Númenor se rebelaron contra los Valar, Ilúvatar destruyó Númenor, separando Valinor del resto de Arda, y formó nuevas tierras, transformando el mundo en una esfera.

## Geografía
J. R. R. Tolkien nunca finalizó el detalle de la geografía para el mundo entero asociado con El hobbit y El Señor de los Anillos. En La Formación de la Tierra Media, volumen IV de La Historia de la Tierra Media, Christopher Tolkien publicó varios mapas extraordinarios, de la tierra llana igual que la esférica, que su padre había creado a finales de la década de 1930. Karen Wynn Fonstad usó estos mapas para dibujar unos mapas muy detallados y no canónicos del mundo entero de Tolkien, con una muestra coherente de las edades históricas representadas en El Silmarillion, El hobbit y El Señor de los Anillos.
Mapas preparados por Cristopher Tolkien y J. R. R. Tolkien del mundo que rodea las obras de El hobbit y El Señor de los Anillos fueron publicados como ilustraciones en El hobbit, El Señor de los Anillos y El Silmarillion. Las primeras concepciones de los mapas proporcionados con El Silmarillion y El Señor de los Anillos se incluyeron en varios volúmenes.
Endor, el término quenya para la Tierra Media, originalmente fue concebida conformando dos esquemas ampliamente simétricos que fueron destrozados por Melkor. La simetría era definida por dos grandes subcontinentes, uno en el norte y otro en el sur, y cada uno tenía una larga cordillera de montañas en las regiones orientales y occidentales. Las cordilleras recibieron nombres de colores (Montañas Blancas, Montañas Azules, Montañas Grises y Montañas Rojas).
Los múltiples conflictos con Melkor resultaron en la distorsión de la formación de la Tierra. Originalmente, había una sola masa de agua interior, en la cual se encontraba la isla de Almaren donde vivían los Valar. Cuando Melkor destruyó las Lámparas de los Valar que daban luz al mundo, dos mares vastos se crearon, pero Almaren y su lago fueron destruidos. El mar del norte se convirtió en el Mar de Helcar (Helkar). Las tierras al oeste de las Montañas Azules se convirtieron en Beleriand. Melkor levantó las Montañas Nubladas para impedir el avance del Vala Oromë, pues él cazaba a las bestias de Melkor durante el periodo de oscuridad antes del despertar de los elfos.
Las luchas violentas durante la Guerra de la Cólera entre las fuerzas de los Valar y los ejércitos de Melkor al final de la Primera Edad causaron una vasta destrucción en Beleriand. También es posible que durante este mismo periodo el mar interno de Helcar se hubiera secado.
El mundo, sin incluir los cuerpos celestiales asociados, fue identificado por Tolkien como «Ámbar» en varios textos, pero también como «Imbar», la "Habitación", en unos textos posteriores a El Señor de los Anillos. Desde el tiempo de la destrucción de las dos Lámparas hasta la caída de Númenor, se suponía que Ámbar era un «mundo llano», en el sentido de que todas sus tierras habitables estaban situadas en un solo lado del mundo. Sus bosquejos muestran un mundo llano y redondo parecido a un disco bajo las estrellas. Un continente occidental, Aman, era el hogar de los Valar (y de los Eldar). Las tierras de Endor se llamaron «Tierra Media» y son el lugar donde ocurren la mayoría de las historias de Tolkien. Hay un continente más oriental que no estaba habitado.
Cuando Melkor envenenó los Dos Árboles de los Valar y huyó desde Aman de vuelta a Endor, los Valar crearon el Sol y la Luna, que eran masas separadas (de Ámbar) pero seguían siendo una parte de Arda (el Reino de los Hijos de Ilúvatar). Unos años después de la publicación de El Señor de los Anillos, en una nota asociada con la historia narrativa del «Athrabeth Finrod ah Andreth» (que ocurrió en Beleriand durante las guerra de las Joyas), Tolkien comparó Arda con el sistema solar, pues Arda en este punto consistía en más de un cuerpo celeste.
De acuerdo a las historias de ambos, El Silmarillion y El Señor de los Anillos, cuando Ar-Phârazon invadió Aman para hacerse con la inmortalidad de los Valar, ellos dejaron de lado su custodia del mundo e Ilúvatar intervino, destruyendo Númenor, quitando Aman "de los círculos del mundo" y reorganizando Ámbar dentro del redondo mundo de hoy. En el Akallabêth se dice que los Númenóreanos que sobrevivieron a la Caída zarparon tan al oeste como pudieron para poder buscar su antiguo hogar, pero sus viajes sólo los llevaron alrededor del mundo y de vuelta al punto de partida. Así, antes del final de la Segunda Edad, la transición desde la "Tierra plana" a la "Tierra redonda" había sido completada.
El continente de Endor se volvió aproximadamente equivalente a la masa de tierra de Eurasia, pero la geografía ficticia de Tolkien no provee ninguna correlación entre la narrativa de El Señor de los Anillos y las tierras cercanas a Europa. Se asume entonces que el lector entiende que el mundo sufrió una transformación subsecuente indocumentada (algunas personas especulan que Tolkien lo comparó con el diluvio bíblico) algún tiempo después del inicio de la Cuarta Edad.

### Población
La Tierra Media está habitada por varias razas inteligentes. En primer lugar están los Ainur, seres angélicos creados por Ilúvatar. Los Ainur cantan para Ilúvatar, que crea Eä para dar existencia a su música en el mito cosmológico del «Ainulindalë» («música de los ainur»). Algunos Ainur entran en Eä y los de mayor rango de ellos se conocen como los Valar. Melkor (después llamado Morgoth), la principal personificación del mal en Eä, es también uno de los Valar.
Los otros Ainur que entran en Eä se llaman Maiar. Durante la Primera Edad del Sol, la maia de mayor actividad es Melian, la esposa del rey elfo Thingol. En la Tercera Edad, durante la Guerra del Anillo, a cinco de los Maiar se les da un cuerpo y son enviados a Endor para ayudar a los pueblos libres a derrocar a Sauron. Estos son los Istari o los Sabios (llamados magos por los hombres), que son Gandalf, Saruman, Radagast, Alatar y Pallando. También había maiar malvados, llamados umaiar, que incluyen a los balrogs y al segundo Señor Oscuro, Sauron.
Después están los Hijos de Ilúvatar: elfos y hombres, seres inteligentes creados por Ilúvatar solamente. En El Silmarillion se narra cómo los elfos y los hombres despiertan y ocupan el mundo. Los enanos se dice que fueron hechos por el vala Aulë, que se ofreció a destruirlos cuando Ilúvatar lo confrontó. Ilúvatar perdonó la transgresión de Aulë y adoptó a los enanos. Las tres tribus de los hombres que se alían con los elfos de Beleriand durante la Primera Edad se conocen como los edain.
Como recompensa por su lealtad y sufrimiento en las Guerras de Beleriand, a los descendientes de los edain se les regala la isla de Númenor para que sea su hogar. Pero como se describe en la sección Historia de la Tierra Media, Númenor es finalmente destruida y un reducto de númenóreanos establece reinos en las tierras del norte de Endor. Aquellos que se mantuvieron fieles a los Valar fundaron los reinos de Arnor y Gondor. Son entonces conocidos como los dúnedain, mientras que otros sobrevivientes de los númenóreanos, aún adeptos al mal pero que viven más al sur, se conocieron como los númenóreanos negros.
Tolkien identificó a los hobbits como una rama de la raza de los hombres. Aun cuando sus orígenes e historia antigua no se conocen, Tolkien decía que se establecieron en los valles del río Anduin durante los inicios de la Tercera Edad, pero que luego de mil años los hobbits comenzaron a migrar hacia el oeste de las Montañas Nubladas a Eriador. Finalmente, muchos hobbits se establecieron en la región que sería conocida como la Comarca.
Después de que Ilúvatar les diera verdadera vida, Aulë, el creador de los enanos, los durmió escondidos en lugares ocultos de las montañas. Ilúvatar no despierta a los enanos hasta que los elfos despertaron. Los enanos se esparcieron por el norte de Endor y finalmente fundaron siete reinos. Dos de estos reinos, Nogrod y Belegost, se relacionaron con los elfos de Beleriand contra Morgoth durante la Primera Edad. El más grande de los reinos enanos es Khazad-dum, luego conocido como Moria.
Los ents, pastores de los árboles, fueron creados por Ilúvatar ante la petición de la valië Yavanna para proteger a los árboles de la depravación de elfos, enanos y hombres.
Los orcos y los trolls son criaturas malvadas originadas por Melkor. No son creaciones propiamente dichas, sino "burlas" de los Hijos de Ilúvatar y de los ents, ya que sólo Ilúvatar tiene la capacidad de dar ser a las cosas. Los orígenes detallados de los orcos y trolls son inciertos (Tolkien consideró varias posibilidades y frecuentemente cambiaba de opinión). Más tarde, durante la Tercera Edad, los uruks o uruk-hai aparecen: una raza de orcos de gran tamaño y fuerza que, al contrario de los orcos ordinarios, no son heridos por la luz del día (algunos sostienen que para el final de la Tercera Edad, los únicos Uruks propiamente dichos, los Uruk-hai, eran los que servían a Saruman). Saruman cruza orcos y hombres juntos para producir "hombres-orco", y algunos de estos son llamados "medio orcos" u "hombres trasgo" (no existe consenso sobre si los uruk-hai de Saruman se incluyen en estas categorías, los libros no contienen ninguna indicación sobre la forma en que los uruk-hai nacieron, como se muestra en la trilogía cinematográfica de Peter Jackson). Los trolls raramente son vistos (y en realidad Tolkien no los describe realmente), son criaturas estúpidas, viles y brutales. Si los toca la luz del día se convierten en roca. En un episodio de El hobbit, tres trolls atrapan a Bilbo y a sus compañeros enanos, y planean cómo comérselos.
Animales aparentemente inteligentes también aparecen, como las águilas, Huan el gran perro de Valinor, y los huargos. Las águilas fueron creadas por Ilúvatar junto con los ents, pero en general los orígenes y naturaleza de estos animales no son claros. Algunos de ellos podrían ser maiar con forma animal, o tal vez incluso los hijos de maiar y animales normales.
Tom Bombadil es un enigma; no se conoce a qué raza de la Tierra Media pertenece. Sin embargo, claramente es consciente y humanoide. Sobre la naturaleza de Bombadil, Tolkien mismo dijo que algunas cosas deberían permanecer en el misterio en toda mitología, ocultas incluso para su inventor.

## Idiomas
Tolkien ideó principalmente dos idiomas élficos, que serían luego conocidos como quenya, hablado por los vanyar, noldor y algunos teleri, y el sindarin, hablado por los elfos que se quedaron en Beleriand.Estos idiomas están relacionados, asociándose en una denominación general llamada eldarin.
Entre otros idiomas del mundo se incluyen:
- el dunael o adunaico, hablado por los númenóreanos;
- el éntico, hablado por los Ents;
- la lengua negra, hablada por los sirvientes de Sauron;
- el khuzdûl, hablado por los enanos;
- el rohírrico, hablado por los rohirrim y relacionado con el kuduk, idioma que originalmente hablaban los hobbits (representado en El Señor de los Anillos por el inglés antiguo);
- el oestron, la «lengua común» (representado en El Señor de los Anillos por el inglés); y
- el valarin, el idioma de los Ainur.

## Historia de la Tierra Media
Períodos históricos
1. Creación de Arda
2. Edades de las Lámparas
3. Edades de los Árboles
4. Edades del Sol
  1. Primera Edad del Sol
  2. Segunda Edad del Sol
  3. Tercera Edad del Sol
  4. Cuarta Edad del Sol

La historia de la Tierra Media se divide en tres períodos: las Edades de las Lámparas, las Edades de los Árboles y las Edades del Sol.
Las Edades de las Lámparas comienzan apenas los Valar terminan sus labores para formar Arda. Los Valar crearon dos lámparas para iluminar el mundo, Illuin y Ormal, y el Vala Aulë hizo dos grandes torres, una en el extremo norte y otra en el sur, para soportar las lámparas. Los Valar vivían en el medio, en la isla de Almaren. La destrucción de las lámparas por parte de Melkor marca el fin de las Edades de las Lámparas.
Entonces Yavanna hizo los Dos Árboles, llamados Telperion y Laurelin, en la tierra de Aman. Los Árboles iluminaban Aman, dejando al resto de Arda en la oscuridad, iluminada solamente por las estrellas. Al inicio de la Primera Edad de los Árboles, los elfos despertaron junto al lago Cuiviénen en el oriente de Endor, y los Valar los conocieron pronto. Muchos elfos fueron convencidos de realizar la Gran Marcha de los elfos al occidente, hacia Aman, pero no todos terminaron este viaje (debido a la Separación de los elfos). Los Valar apresaron a Melkor, pero él aparentó arrepentirse y fue puesto en libertad. Sembró entonces discordia entre los Elfos y fomentó la rivalidad entre los príncipes Elfos Fëanor y Fingolfin. Entonces mató a su padre, el rey Finwë y robó los Silmarils, tres gemas creadas por Fëanor que contenían la luz de los Dos Árboles, y destruyó a los Árboles mismos.
Fëanor convenció a la mayoría de su pueblo, los Noldor, de abandonar Aman y perseguir a Melkor a Beleriand, maldiciéndolo con el nombre Morgoth. Fëanor guio al primero de dos grupos de Noldor. El grupo más grande lo guiaba Fingolfin. Los Noldor se detuvieron en la ciudad-puerto de los Teleri, Alqualondë, pero los Teleri se negaron a darles barcos para llegar a la Tierra Media. La Primera Matanza de Elfos contra Elfos sucedió entonces, Fëanor y muchos de sus seguidores atacaron a los Teleri y robaron sus barcos. Las huestes de Fëanor zarparon en los barcos robados, dejando a Fingolfin atrás para cruzar hacia la Tierra Media por la mortal tierra de hielo del Helcaraxë en el lejano norte. Poco después, Fëanor fue muerto, pero la mayoría de sus hijos sobrevivieron y fundaron reinos, así como Fingolfin y sus herederos.
Las Edades del Sol comienzan cuando los Valar hacen al Sol y la Luna y los levantan sobre el mundo, Imbar. Luego de varias batallas, una larga paz duró por cuatrocientos años, durante los cuales los primeros Hombres entraron a Beleriand cruzando las Montañas Azules. Cuando Morgoth salió del asedio, uno por uno los reinos élficos fueron cayendo, incluso la ciudad escondida de Gondolin. El único éxito considerable de los Elfos y Hombres sucedió cuando Beren, de los Edain, y Lúthien, hija de Thingol y Melian, robaron un Silmaril de la corona de Morgoth. Después, Beren y Lúthien murieron, y fueron devueltos a la vida por los Valar, bajo el acuerdo de que Lúthien debía volverse mortal y Beren nunca debía volver a ser visto por los Hombres.
Thingol discutió con los Enanos de Nogrod y ellos lo mataron, robando el Silmaril. Con la ayuda de los Ents, Beren emboscó a los Enanos y recuperó el Silmaril, que le entregó a Lúthien. Después, Beren y Lúthien murieron de nuevo. El Silmaril le fue entregado a su hijo Dior el medio elfo, que restauró el reino de Doriath. Los hijos de Fëanor exigieron a Dior entregarles el Silmaril, y él se negó. Los Fëanorianos destruyeron Doriath y mataron a Dior en la segunda Matanza de elfos contra elfos, pero la hija menor de Dior, Elwing, escapó con la gema. Tres de los hijos de Fëanor – Celegorm, Curufin y Caranthir – murieron intentando recuperar la gema.
Para el final de esta edad, todo lo que quedaba de los Elfos y Hombres libres en Beleriand era el campamento en las bocas del río Sirion. Entre ellos estaba Eärendil, que se casó con Elwing. Pero los Fëanorianos volvieron a exigir que se les devolviera el Silmaril, y luego de que se les negara, decidieron tomar la gema por la fuerza, conllevando la Tercera Matanza de elfos contra elfos. Eärendil y Elwing llevaron el Silmaril a través del Gran Mar, para pedir perdón y ayuda a los Valar. Los Valar respondieron. Melkor fue capturado, y la mayoría de sus obras fueron destruidas, y él fue exiliado fuera de los confines del mundo a las Puertas de la Noche.
Los Silmarils fueron recuperados a un costo terrible, ya que Beleriand misma comenzó a hundirse en el mar. A los restantes hijos de Fëanor, Maedhros y Maglor, se les ordenó regresar a Valinor. Ellos entonces robaron los Silmarils de los victoriosos Valar. Pero, como con Melkor, los Silmarils les quemaron las manos y entonces se dieron cuenta de que ya no estaban destinados a poseerlos y que su juramento era en vano. Cada uno encontró su propio destino: Maedhros se lanzó con el Silmaril a una fosa de fuego, y Maglor lanzó el Silmaril al mar. Así, los tres Silmarils terminaron en el cielo, con Eärendil, en la tierra y en el mar, respectivamente.
De esta forma comienza la Segunda Edad del Sol. A los Edain se les regaló la isla de Númenor, hacia el oeste en el mar Belegaer, como nuevo hogar, mientras que muchos Elfos fueron bienvenidos en el Oeste. Los Númenóreanos se volvieron grandes marineros, pero también se volvieron celosos de los Elfos por su inmortalidad. Pero luego de muchos siglos, Sauron, el sirviente mayor de Morgoth, comenzó a organizar criaturas malignas en las tierras orientales. Convenció a los herreros élficos de Eregion de crear los Anillos de Poder, y secretamente el forjó el Anillo Único para controlar a los demás anillos. Pero los Elfos se percataron del plan de Sauron y tan pronto como él se puso el Anillo Único en su mano, ellos se quitaron los suyos antes de que él pudiera dominar sus voluntades.
El último rey Númenóreano, Ar-Pharazôn, con la fuerza de su armada, humilló al mismo Sauron y lo llevó a Númenor como prisionero. Pero con la ayuda del Anillo Único, Sauron engañó a Ar-Pharazôn y lo convenció de invadir Aman, prometiéndole la inmortalidad para todos los que pusieran pie en las Tierras Inmortales. Amandil, líder de aquellos Fieles a los Valar, intentó navegar al oeste para buscar su ayuda. Su hijo Elendil y sus nietos Isildur y Anárion se prepararon para huir a la Tierra Media. Cuando las fuerzas del Rey llegaron a Aman, los Valar pidieron a Ilúvatar intervenir. El mundo fue cambiado, y Aman fue retirado de Imbar. Desde entonces, los Hombres no pueden encontrar Aman, pero los Elfos que busquen pasar en barcos especialmente fabricados recibieron la gracia de usar el Camino Recto, que lleva de los mares de la Tierra Media a los mares de Aman. Númenor fue destruida, y con ella el cuerpo de Sauron, pero su espíritu perduró y huyó de regreso a la Tierra Media. Elendil y sus hijos escaparon a Endor y fundaron los reinos de Gondor y Arnor. Sauron volvió a levantarse pronto, pero los Elfos se aliaron con los Hombres para formar la Última Alianza y lo vencieron. Su Anillo Único fue tomado por Isildur, pero no destruido.
La Tercera Edad del Sol vio cómo se alzaban en poder los reinos de Arnor y Gondor, y su decadencia. Para la época de El Señor de los Anillos, Sauron había recuperado gran parte de su antigua fuerza, y estaba buscando el Anillo Único. Descubrió que estaba en posesión de un Hobbit y envió a sus Espectros del Anillo para recuperarlo. El portardor del Anillo, Frodo Bolsón, viajó a Rivendel, donde se decidió que el Anillo debía ser destruido por el único medio posible: lanzándolo en los fuegos del Monte del Destino. Frodo salió en esa misión con ocho compañeros, la Comunidad del Anillo. En el último momento Frodo falló, pero con la intervención de la criatura Gollum —cuya vida había sido resguardada por la piedad de Frodo y Bilbo Bolsón— el Anillo terminó siendo destruido. Frodo y su compañero Samsagaz Gamyi fueron tenidos entonces por héroes. Sauron quedó destruido para siempre y su espíritu se disipó.
El fin de la Tercera Edad marca el fin del dominio de los Elfos y el comienzo del dominio de los Hombres. Conforme la Cuarta Edad comienza, muchos Elfos que aún vivía en la Tierra Media salieron para Valinor, para nunca regresar; aquellos que se quedaron se "desvanecerían" y disminuirían. Los Enanos finalmente disminuyeron también. Los Enanos también terminaron regresando en grandes números y se restablecieron en Moria. La paz fue restaurada entre Gondor y las tierras al sur y al este. Finalmente, las historias de las primeras Edades se convirtieron en leyendas, y la verdad detrás de ellas quedó olvidada.

## Obras de Tolkien sobre la Tierra Media
- 1937 El hobbit
  - El hobbit Bilbo Bolsón se une a una compañía de Enanos y al Mago Gandalf en una misión para recuperar un antiguo tesoro Enano del dragón Smaug.
- 1954 La Comunidad del Anillo, parte 1 de El Señor de los Anillos
  - El sobrino (y primo) de Bilbo, y su heredero, Frodo Bolsón, sale en una misión para liberar a la Tierra Media del Anillo Único, junto con la Compañía del Anillo.
- 1954 Las dos torres, parte 2 de El Señor de los Anillos
  - La Comunidad se separa: mientras Frodo y su amigo Sam continúan su misión, Aragorn, Gimli y Legolas luchan para rescatar a los hobbits Peregrin Tuk (Pippin) y Meriadoc Brandigamo (Merry) de los orcos y para salvar el Reino de Rohan.
- 1955 El retorno del Rey, parte 3 de El Señor de los Anillos
  - Frodo y Sam llegan a Mordor, mientras Aragorn llega a Gondor y toma su lugar como rey de los Dúnedain.
- 1962 Las aventuras de Tom Bombadil y otros poemas de El Libro Rojo
  - Un conjunto de poemas, un poco relacionados con El Señor de los Anillos.
- 1967 The Road Goes Ever On
  - Un ciclo de canciones con el compositor Donald Swann (fuera de impresión, pero reimpreso en 2002).

Tolkien murió en 1973. Todos los trabajos posteriores fueron editados por Christopher Tolkien. Solamente El Silmarillion se presenta en forma de trabajo terminado — los demás son colecciones de notas y versiones en borrador. (Sin embargo, en estos libros, Christopher reconoce haber cometido errores de edición en El Silmarillion respecto a lo que su padre pretendía respecto a ciertos aspectos de la historia de la Tierra Media).
- 1974 La última canción de Bilbo

- 1977 El Silmarillion
  - La historia de los Primeros Días, antes de El Señor de los Anillos, incluyendo la Caída de Númenor.
- 1980 Cuentos inconclusos de Númenor y la Tierra Media
  - Historias y ensayos relacionados con El Silmarillion y El Señor de los Anillos, muchos nunca completados.

Serie La historia de la Tierra Media:
- 1983 El libro de los cuentos perdidos 1
- 1984 El libro de los cuentos perdidos 2
  - Las versiones más tempranas de la mitología, de principio a fin.
- 1985 Las baladas de Beleriand
  - Dos largos poemas (la balada de Leithian sobre Beren y Lúthien, y la saga de Túrin).
- 1986 La formación de la Tierra Media
  - Reescritura de la mitología desde el principio.
- 1987 El camino perdido y otros escritos
  - Introducción de Númenor a la mitología y continuación de la reescritura.
- 1988 El retorno de la Sombra (La Historia de El Señor de los Anillos vol. I)
- 1989 La traición de Isengard (La Historia de El Señor de los Anillos vol. II)
- 1990 La Guerra del Anillo (La Historia de El Señor de los Anillos vol. III)
- 1992 Sauron derrotado o El fin de la Tercera Edad (La Historia de El Señor de los Anillos vol. IV)
  - El desarrollo del Señor de los Anillos. Sauron derrotado también incluye otra versión de la historia de Númenor.
- 1993 El anillo de Morgoth (El Silmarillion Posterior, parte uno)
- 1994 La Guerra de las Joyas (El Silmarillion Posterior, parte dos)
  - Esfuerzos post Señor de los Anillos para revisar la mitología para publicarse. Incluye la controversial sección "Mitos Transformados", que documenta cómo los pensamientos de Tolkien cambiaron radicalmente en los últimos años de su vida.
- 1996 Los pueblos de la Tierra Media
  - Material fuente para los apéndices de El Señor de los Anillos y otros escritos tardíos relacionados con El Silmarillion y El Señor de los Anillos.
- 2002 Historia de la Tierra Media: índice
  - Este libro integra por completo todos los índices de los doce previos volúmenes en un largo índice.
- 2007 Los hijos de Húrin; editado por Christopher Tolkien e ilustrado por Alan Lee.
  - Este libro devuelve al lector a un escenario alejado en el tiempo de El Señor de los Anillos —sucede en la Primera Edad, más de 6.000 años antes de los eventos de El Señor de los Anillos—, en una parte de la Tierra Media que se hundió antes de que los Hobbits aparecieran —Beleriand, vasta tierra al oeste— y cuando el Gran Enemigo era, aún, Morgoth y Sauron tan sólo su lugarteniente. Historia romántica y heroica, narra la vida de un hombre, Húrin, que, desafiando el poder y la fuerza de Morgoth, selló el trágico destino de su familia, condenando a una vida maldita a su hijo Túrin Turambar y a un trágico final a su hija Niënor.
- 2017 Beren and Lúthien; editado por Christopher Tolkien e ilustrado por Alan Lee.
- 2018 La caída de Gondolin; editado por Christopher Tolkien e ilustrado por Alan Lee.
  - Narra la historia de Tuor y cómo Ulmo le encomienda buscar la ciudad de Gondolin para advertir al rey Turgon sobre la Caída de Gondolin si este no envía mensajeros a Valinor buscando la piedad de los Valar.

## Adaptaciones

### Películas

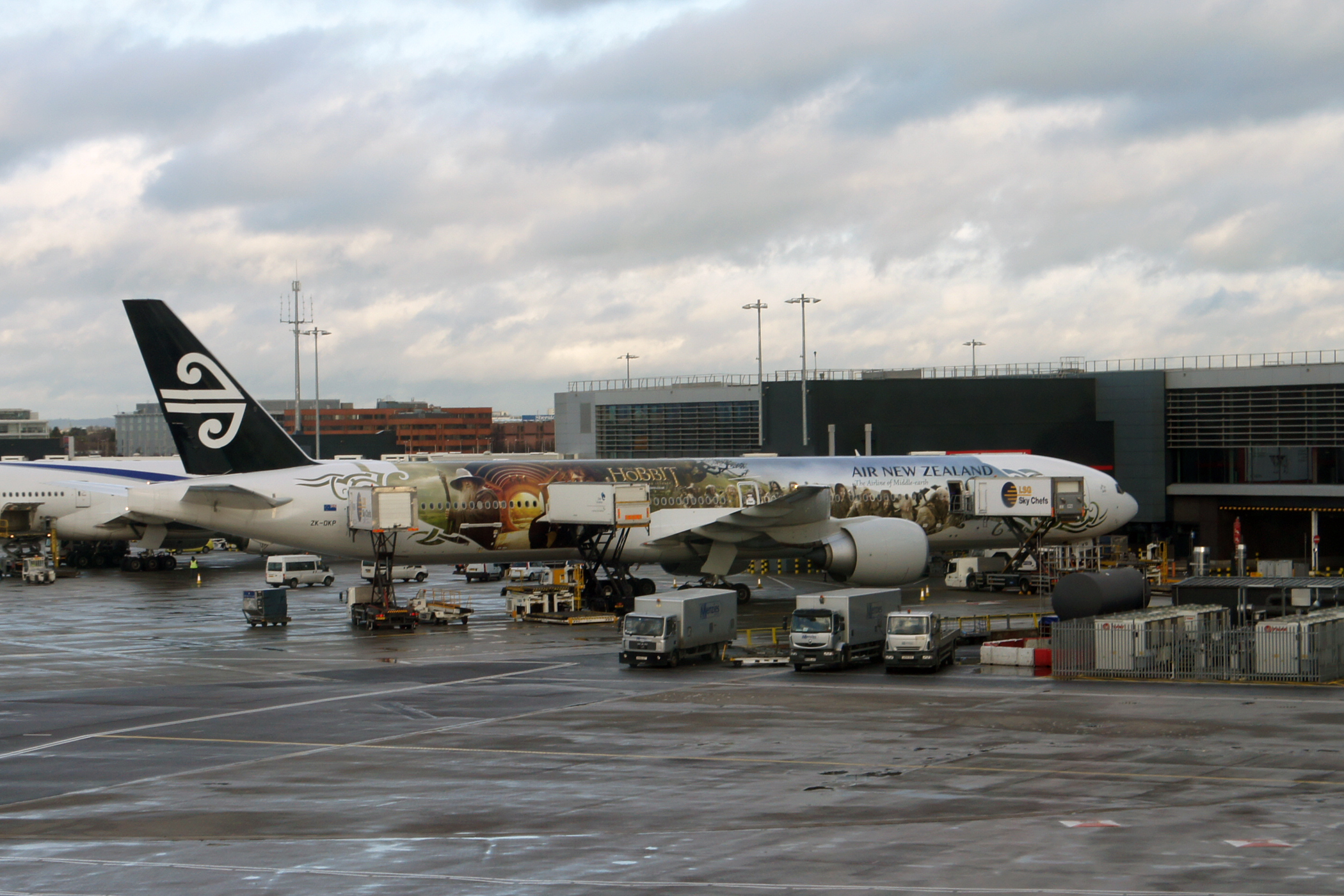
Boeing 777-300 de Air New Zealand con el liverly «La aerolínea de la Tierra Media» en el Aeropuerto de Londres-Heathrow usado para promover la película El hobbit: un viaje inesperado (2012).

En la carta #202 a Christopher Tolkien, J. R. R. Tolkien define su política referente a adaptaciones cinematográficas de sus obras: "Arte o Efectivo". Vendió los derechos cinematográficos de El hobbit y El Señor de los Anillos a la productora cinematográfica estadounidense United Artists en 1969, después de haber recibido una boleta de impuestos. Era, sobre todo, para pagar el porcentaje de impuestos de los derechos de sucesión de sus obras. Tres años después de la muerte de Tolkien, en 1976, United Artists vendió esos mismos derechos cinematográficos a la Saul Zaentz Company, fundada por el productor Saul Zaentz (1921-2014). La Saul Zaentz Company no tiene relación ninguna con la Tolkien Estate, entidad jurídica que está en manos de los herederos familiares de Tolkien (sobre todo de su hijo Christopher Tolkien, hasta su muerte, de la esposa de este último, Baillie Tolkien, y un sobrino del escritor, Michael Tolkien, Jr.) y que detiene los derechos literarios, es decir, los textos, de absolutamente todas las obras de Tolkien, incluyendo El hobbit y El Señor de los Anillos. Los derechos comprados por Zaentz a United Artists conciernen únicamente a la explotación comercial de obras audiovisuales y productos derivados, pero solo a partir de los contenidos de las dos novelas citadas, El hobbit y El Señor de los Anillos. La comercialización de obras audiovisuales y productos derivados de todas las demás obras del escritor, incluyendo El Silmarillion, los Cuentos inconclusos de Númenor y la Tierra Media, etcétera, está en poder de la Tolkien Estate. Por su parte, para la comercialización de productos y obras audiovisuales derivados de El hobbit y El Señor de los Anillos, la Saul Zaentz Company fundó una división suya, llamada «Tolkien Enterprises». En 2010, Tolkien Enterprises cambió su nombre por «Middle-earth Enterprises».
La primera adaptación surgida de esta explotación comercial por parte de Tolkien Enterprises fue El hobbit, telefilme realizado en 1977 por los estudios Rankin/Bass Productions, Inc. Fue inicialmente emitido en la televisión estadounidense.
Al año siguiente, en 1978, una película cinematográfica titulada El Señor de los Anillos fue producida por Saul Zaentz y dirigida por Ralph Bakshi. Era una adaptación de la primera mitad de la historia narrada en la novela, usando una técnica de animación rotoscópica, es decir: dibujos animados calcados sobre los fotogramas de una filmación real previa. Aunque relativamente fiel a la historia, esta película no fue ni un éxito comercial ni un éxito de crítica.
En 1980 Rankin/Bass produjo un especial de televisión cubriendo aproximadamente la última mitad de El señor de los Anillos, llamado El retorno del Rey. Sin embargo, el argumento no continuaba desde el final de la película de Bakshi.
La realización efectiva de una versión cinematográfica de El Señor de los Anillos protagonizada por actores humanos no fue puesta en práctica hasta entrados los años 1990. Durante la segunda mitad de la década, Peter Jackson, financiado por New Line Cinema y con apoyo del gobierno de Nueva Zelanda y el sistema bancario de ese país, empezó a dirigir una trilogía de películas producidas y rodadas simultáneamente, aunque estrenadas progresivamente en 2001, 2002 y 2003, una por cada tomo de la novela:
- El Señor de los Anillos: la Comunidad del Anillo (2001)
- El Señor de los Anillos: las dos torres (2002)
- El Señor de los Anillos: el retorno del Rey (2003)

Las películas fueron un gran éxito tanto de taquilla como de crítica, y juntas ganaron diecisiete Premios Óscar. Sin embargo, en la adaptación de los libros a las películas, cambios en la trama y en los personajes ofendieron a algunos fanes de los libros.
A finales de 2007, New Line Cinema anunció que realizaría dos películas basadas en El hobbit, con la producción de Peter Jackson y la dirección de Guillermo del Toro. En octubre de 2010, aún se esperaba 'luz verde' para comenzar el rodaje de las películas en Nueva Zelanda, pero esta vez bajo la dirección de Peter Jackson, puesto que Guillermo del Toro había abandonado la dirección por problemas de retraso en el rodaje. Al año siguiente, en 2011, se anunció que la primera película se titularía El hobbit: un viaje inesperado. El rodaje, que tal y como estaba previsto tuvo lugar en Nueva Zelanda, comenzó finalmente el 21 de marzo de 2011, pese a los retrasos, y finalizó el 6 de julio de 2012, tras 266 días de rodaje. Poco después de acabar el rodaje, Jackson anunció que había material para dividir la historia en tres películas e interés para ello, por lo que la adaptación de El hobbit sería finalmente una trilogía:
- El hobbit: un viaje inesperado (2012)
- El hobbit: la desolación de Smaug (2013)
- El hobbit: la batalla de los Cinco Ejércitos (2014)

El hobbit: un viaje inesperado fue preestrenada el 28 de noviembre de 2012 en Wellington, localidad natal de Peter Jackson y sede de Weta, su compañía de efectos especiales, y el estreno comercial tuvo lugar en todo el mundo el 13 de diciembre de ese año. El estreno mundial de El hobbit: la desolación de Smaug tuvo lugar el 13 de diciembre de 2013. En cuanto a la tercera y última parte de la trilogía, El hobbit: la batalla de los Cinco Ejércitos, estaba originalmente previsto que se titulara El hobbit: partida y regreso y que se estrenase en julio de 2014, pero en abril de ese año la producción anunció que el título había sido cambiado a El hobbit: la batalla de los Cinco Ejércitos y que el estreno acaecería el 17 de diciembre de 2014. Finalmente el estreno de la película se produjo el 1 de diciembre de 2014 en Londres (Reino Unido). En otros países el estreno se produjo en fechas ulteriores de ese mismo año de 2014, como el 10 de diciembre en Francia, el 11 de diciembre en Nueva Zelanda y el 17 de diciembre en Estados Unidos, España y algunos otros países.

#### Recepción
| Película                          | Rotten Tomatoes   | Rotten Tomatoes          | Rotten Tomatoes        | Metacritic      | CinemaScore | IMDb                  |
| Película                          | Crítica           | Críticos más importantes | Audiencia              | Metacritic      | CinemaScore | IMDb                  |
| --------------------------------- | ----------------- | ------------------------ | ---------------------- | --------------- | ----------- | --------------------- |
| La Comunidad del Anillo           | 92% (200 reseñas) | 93% (46 reseñas)         | 95% (1 350 791 votos)  | 92 (34 reseñas) | A-          | 8.8 (1 237 356 votos) |
| Las dos torres                    | 96% (215 reseñas) | 100% (47 reseñas)        | 95% (1 337 177 votos)  | 88 (39 reseñas) | A           | 8.7 (1 099 153 votos) |
| El retorno del Rey                | 94% (232 reseñas) | 96% (49 reseñas)         | 86% (34 675 072 votos) | 94 (42 reseñas) | A+          | 8.9 (1 214 325 votos) |
| Promedio de la trilogía           | 94%               | 96%                      | 92%                    | 91              | A           | 8.8                   |
| Un viaje inesperado               | 64% (271 reseñas) | 46% (48 reseñas)         | 83% (471 094 votos)    | 58 (44 reseñas) | A           | 7.9 (636 673 votos)   |
| La desolación de Smaug            | 74% (216 reseñas) | 66% (44 reseñas)         | 85% (259 844 votos)    | 66 (45 reseñas) | A-          | 7.9 (482 963 votos)   |
| La batalla de los cinco ejércitos | 60% (226 reseñas) | 47% (43 reseñas)         | 75% (213 083 votos)    | 59 (45 reseñas) | A-          | 7.5 (363 636 votos)   |
| Promedio de la trilogía           | 66%               | 53%                      | 81%                    | 61              | A-          | 7.8                   |
| Promedio                          | 80%               | 75%                      | 87%                    | 78              | A           | 8.3                   |

### Juegos de rol
Las obras de Tolkien han sido y son todavía hoy en día una gran influencia para un gran número de juegos de rol. Otros autores de literatura fantástica, como Robert E. Howard, Fritz Leiber, H. P. Lovecraft o Michael Moorcock, representan también una influencia importante, pero ninguno de ellos ha influido en los juegos de rol de una manera tan intensa y duradera como Tolkien. El primer juego de rol en ser publicado y comercializado fue Dungeons & Dragons, publicado a partir de 1974, y estaba fuertemente inspirado en las creaciones de Tolkien. La influencia de Dungeons & Dragons en los juegos de rol fue decisiva en la época en que estos juegos aparecían y se popularizaban, esencialmente en el período comprendido entre mediados de los años 1970 y finales de los años 1980. En los años 1990 y siguientes los juegos de rol eran ya muy numerosos y se presentaban en toda clase de géneros, muchos de ellos muy diferentes de la fantasía épica propiamente tolkieniana. Sin embargo el género de la fantasía épica, al estilo tolkieniano, fue claramente dominante entre los primeros juegos de rol. Es por ejemplo significativo el que, por cuestiones legales y de propiedad de derechos, los autores de Dungeons & Dragons tuvieran que retirar de sus textos referencias directas a términos acuñados por Tolkien. Esto acontecía poco tiempo después de que el juego fuera publicado por primera vez, cuando todavía corrían los años 1970. «Hobbits», por ejemplo, fue un término reemplazado por «halflings» (‘medianos’).
Los primeros en crear un juego de rol oficial de la Tierra Media fueron los estadounidenses Pete Fenlon y S. Coleman Charlton, quienes en 1980 habían creado un sistema de juego genérico al que dos años más tarde, en 1982, llamaron Rolemaster. Solicitaron entonces a la compañía Middle-earth Enterprises (en aquella época llamada todavía «Tolkien Enterprises») el contrato de una licencia para comercializar un juego de rol oficialmente ambientado en la Tierra Media. La licencia fue concedida y en 1984 pudieron publicar, con un sistema de juego simplificado a partir del sistema Rolemaster, el juego de rol conocido como MERP (Middle-earth Role-Playing, traducido en castellano como El Señor de los Anillos, el juego de rol de la Tierra Media). Con su editorial, Iron Crown Enterprises, Fenlon y Charlton también publicaron, en 1991, un segundo juego de rol ambientado en la Tierra Media, una versión todavía más simplificada titulada Lord of the Rings Adventure Game (traducido al castellano al año siguiente, en 1992, como El Señor de los Anillos, juego de aventuras básico). Hacia 1999 Iron Crown Enterprises entró en bancarrota y tuvo que abandonar la licencia de juegos de Tolkien Enterprises, por lo que sus dos juegos de rol dejaron de tener continuidad editorial. Otra compañía estadounidense de juegos, Decipher, Inc., compró al poco tiempo los derechos de la licencia y publicó en 2002 un juego de rol de la Tierra Media creado por Steve S. Long y titulado El Señor de los Anillos, el juego de rol. El juego estaba ilustrado a todo color con fotogramas de la trilogía de películas que Peter Jackson estaba realizando en aquella época. Hacia 2006 Decipher no tenía problemas financieros, pero aun así dejó de dar continuidad a la línea editorial del juego. Esto hizo que al cabo de unos años otra compañía, británica esta vez, la editorial de juegos Cubicle 7 Entertainment, tomara el relevo y entrara en contrato con Middle-earth Enterprises, publicando en 2011 el juego de rol de la Tierra Media de un autor italiano, Francesco Nepitello. Se trata del actual juego de rol oficial de la Tierra Media. En el momento de su publicación, en 2011, se tituló The One Ring: Adventures over the Edge of the Wild y es así como la editorial Devir Iberia lo tradujo al castellano en el año mismo de su publicación, con el título El Anillo Único, aventuras al borde del yermo. Este primer manual estaba concebido para interpretar personajes en una vasta área geográfica de la Tierra Media llamada Rhovanion. Otros dos manuales estaban previstos para completar las otras principales zonas geográficas del cuadrante noroeste de la Tierra Media (Eriador, Rohan, Gondor, etcétera), pero al cabo de unos pocos años el proyecto de dividir el juego en tres manuales orientados según zonas geográficas fue abandonado. En 2014, el manual ambientado en Rhovanion, el único que había visto la luz hasta entonces, fue reeditado por Cubicle 7 Entertainment con el título genérico The One Ring Roleplaying Game (reedición traducida por Devir Iberia simplemente como El Anillo Único) y pasó a ser el único manual de reglas de la gama.
Ha habido por lo tanto, hasta hoy en día, cuatro juegos de rol de mesa legalmente autorizados para ser ambientados en la Tierra Media de J. R. R. Tolkien:
- Middle-earth Role Playing (publicado en formato de caja, 1984)
- Lord of the Rings Adventure Game (publicado en formato de caja, 1991)
- The Lord of the Rings Roleplaying Game (publicado en formato de libro, 2002)
- The One Ring Roleplaying Game (publicado en formato de estuche con dos libros en el interior en 2011 y reeditado en formato de libro en 2014)

### Serie de televisión
En noviembre de 2017, Amazon anunció una adaptación del mundo de J. R. R. Tolkien en forma de serie, llamada El Señor de los Anillos: los Anillos de Poder, que narraría diferentes acontecimientos ocurridos durante la Segunda Edad del Sol. Fue estrenada el 2 de septiembre de 2022 y contaría con 5 temporadas de 8 capítulos cada una.

### Juegos por correo
Existe un juego por correspondencia de la Tierra Media titulado, en inglés, Middle-Earth Play-By-Mail. Fue creado en 1990 por Game Systems, Inc. bajo licencia de Tolkien Enterprises y sigue en producción todavía en la actualidad. Este juego fue añadido al Salón de la Fama de la Academia de Arte y Diseño de Juegos de Aventuras en 1997.

### Juegos de guerra
Simulations Publications creó tres juegos de guerra (o wargames) basados en el trabajo de Tolkien. La Guerra del Anillo cubre la mayoría de los eventos de la trilogía de El Señor de los Anillos. Gondor se centra en la batalla de los Campos de Pelennor, y Sauron cubre la batalla frente a las puertas de Mordor en la Segunda Edad. Un juego de guerra basado en las películas de El Señor de los Anillos de Peter Jackson está siendo producido por Games Workshop. Fantasy Flight Games ha publicado un juego de tablero llamado Guerra del Anillo.

### Videojuegos
El videojuego Angband es un videojuego de tipo videojuego de mazmorras libre, estilo C&D, que incluye muchas características de los trabajos de Tolkien.
EA Games ha producido videojuegos tanto para consolas como para plataformas PC. Entre estos se incluyen Las dos torres, El retorno del Rey, La batalla por la Tierra Media o La Tercera Edad. Vivendi produjo La Comunidad del Anillo y Sierra creó La Guerra del Anillo, aunque ambos resultaron no tener el éxito esperado.
Además de estos videojuegos, muchos otros han sido realizados. Algunos se realizaron pagando derechos a la Tolkien Estate (como el videojuego de 2003 El hobbit) y otros pagando derechos a la Saul Zaentz Company, cuyos derechos de explotación comercial son los mismos con los que se han realizado las películas de las trilogías El Señor de los Anillos y El hobbit y con los que se ha desarrollado la mercadotecnia derivada de dichas trilogías.
Una lista muy completa de videojuegos inspirados en Tolkien se encuentra en la página titulada The Tolkien Computer Games Pages. Se trata de una página web del sitio web oficial del club Lysator, un club de apasionados de informática adscrito a la Universidad de Linköping, en Suecia.

### Cómics
Son pocas las adaptaciones al mundo de la historieta de la Saga del Anillo. Marvel lo intentó sin fortuna y hubo que esperar al estreno de la película de Ralph Bakshi para que apareciera el primer cómic.
- 1979-1980 El Señor de los Anillos 1, El Señor de los Anillos 2 y El Señor de los Anillos 3, de Luis Bermejo y Nicola Cuti (Toutain). Se trata de una adaptación más fiel a la película de Bakshi que al libro de Tolkien.
- 1979 El Señor de los Anillos Fotonovela (Editorial Bruguera). Es una reproducción de los fotogramas del filme de Bakshi.
- 1991 El hobbit 1: historia de una ida y una vuelta, El hobbit 2: historia de una ida y una vuelta y El hobbit 3: historia de una ida y una vuelta, de David Wenzel y Chuck Dixon (Norma Editorial). Es una adaptación de El hobbit que en 2002 sería reeditada en un único álbum y encuadernación cartoné aprovechando los estrenos de las versiones de Peter Jackson.